# البطولة الوطنية المجرية 1934–35
البطولة الوطنية المجرية 1934–35 (بالمجرية: 1934–1935-ös magyar labdarúgó-bajnokság)‏ هو الموسم 32 من  البطولة الوطنية المجرية. أشرف على تنظيمه اتحاد المجر لكرة القدم، وكان عدد الأندية المشاركة فيه  12، وفاز فيه نادي أويبست.